# Adflix
Adflix, tidigare kallat Nanushka,  är ett svenskt produktionsbolag i Stockholm som producerar TV-program och reklamfilmer.
Adflix har producerat flera reklamfilmer och tv-program, såsom realityserierna Modellpojkar (SVT, 2 säsonger), Modellflickor (SVT), Chloe & Nicole (SVT), Klubben (SVT), Livets hårda skola (SVT) och Studentens lyckliga dagar (SVT). 
2013 vann Adflix TV-priset Kristallen 2013 för "Årets realityprogram" för serien Modellpojkar.